# Mehmet Ağar
Mehmet Kemal Ağar (nascut el 30 d'octubre de 1951 a Ankara, Turquia és un antic cap de policia i polític turc, exministre governamental i exlíder del Partit Democràtic.

## Primers anys
Mehmet Ağar va néixer el 30 d'octubre del 1951 a Çankaya Köşkü, residència oficial del President de Turquia a Ankara, on el seu pare treballava com a vigilant. Durant la seva joventut, visità diversos llocs al llarg del país, a causa de la posició del seu pare com a cap de policia.
Començà la seva educació secundària a Ankara, i la continuà al Haydarpaşa Lisesi d'Istanbul i l'acabà el 1968. Estudià finances a l'Escola de Ciència Política de la Universitat d'Ankara amb una beca del sobre beca del Directori General de Seguretat Turc. Graduat el 1972, Mehmet Ağar va esdevenir oficial de policia. Més tard, serví com a inspector de policia al dispositiu de seguretat del president estatal.
El 1976, Ağar va ser nomenat vice-governador de districte a İznik i Selçuk. Més tard es convertia en governador de districte en Torul i Delice. El 1980, se li assignà com vicedirector a la secció contraterrorista de la policia d'Istanbul. L'any següent va ser promogut a director de seguretat, a Istanbul. Alhora, es convertia en cap de la Contraguerrilla, una iniciativa d'operació anti-comunista clandestina a la qual donaven suport l'OTAN i els Estats Units.
Mehmet Ağar serví entre 1984-1988 com a sots-cap de policia d'Istanbul. En 1989, es convertia en cap de policia d'Ankara i en 1990 cap de policia a Istanbul. Després d'un servei breu com a governador d'Erzurum entre 1992-1993, se'l nomenà el juliol de 1993 Director General de la Seguretat Turca a Ankara. Formà la branca de les Forces d'Operacions Especials dins de la Seguretat Turca, i donaren suport a la lluita de la Gendarmeria en contra del PKK en àrees rurals.
Mehmet Ağar va entrar en política com a diputat per Elâzığ del Partit de la Recta Via (DYP) després de les eleccions generals de 1995.
Mehmet Ağar, es casà el 1974 amb Emel Ağar. La parella té un fill, Tolga, i una filla, Yasemin.

## Carrera política
Mehmet Ağar va ser nomenat Ministre de Justícia el 1996. Posteriorment, al següent govern de coalició, fou Ministre de l'Interior. Dimití d'aquest càrrec el 8 de novembre del 1996, en protesta per la visita oficial del Primer Ministre Necmettin Erbakan a Líbia. A les eleccions generals de 1999, Ağar hi concorregué per a un seient al parlament com a diputat independent per província d'Elâzığ, i rebé el nombre més alt de vots mai aconseguit per un candidat independent.
El Partit de la Recta Via (DYP) perdé les eleccions parlamentàries del 2002 i Tansu Çiller dimití com a líder del partit i es retirà de política. Mehmet Ağar fou l'únic representant del partit elegit en l'elecció de 2002 per província d'Elâzığ, i accedí a la Gran Assemblea Nacional de Turquia. Després de la dimissió de Çiller, Ağar fou elegit com a nou president del Partit de la Recta Via.
El 5 de maig de 2007 s'anuncià que el DYP i el Partit de la Mare Pàtria (ANAP) es fusionarien per formar el Partit Democràtic (Demokrat Parti). Així doncs, el DYP es rebatejà a si mateix (basat en el partit previ del mateix nom), i es va planejar que l'ANAP s'uniria al novament fundat DP.
Mehmet Agar dimití de la seva posició com a líder del DP després de les eleccions legislatives turques de 2007.

## Escàndol Susurluk
El 2011 va ser condemnat a una llarga pena de presó. La raó va ser la seva participació com a Ministre de l'Interior en l'escàndol anomenat Susurluk, en el qual es van posar en relleu les connexions entre la política, les forces de seguretat i el crim organitzat. 